# Правый центр (организация)
«Правый центр» — политическое объединение правых партий и организаций, а также кадетов, возникшее в ноябре 1917 года в Москве.

## История
Объединение «Правый центр» возникло в ноябре 1917 года для борьбы с Советской властью. В его состав вошли представители следующих партий и организаций:
- кадетская партия,
- монархические группы,
- Совет общественных деятелей,
- «Торгово-промышленный комитет»,
- Союз земельных собственников.

В руководство центра входили:
- профессор П. И. Новгородцев, член партии кадетов
- А. В. Кривошеин
- В. И. Гурко — представитель «Союза земельных собственников»
- С. М. Леонтьев — представитель «Совета общественных деятелей», бывший товарищ министра внутренних дел.

Организация была ориентирована на Германию и в то же время рассчитывала на помощь Антанты. Просуществовала недолго, распавшись из-за внутренних противоречий. Большая часть представителей «Правого центра» вошли в созданный в 1918 году «Национальный центр».